# Warlucephala abbreviata
Warlucephala abbreviata är en insektsart som beskrevs av Fletcher 2006. Warlucephala abbreviata ingår i släktet Warlucephala och familjen dvärgstritar. Inga underarter finns listade i Catalogue of Life.